# Gaya woodii
Gaya woodii är en malvaväxtart som beskrevs av Antonio Krapovickas. Gaya woodii ingår i släktet Gaya och familjen malvaväxter. Inga underarter finns listade i Catalogue of Life.